# Порталуппи, Пьеро
Пьеро Порталуппи (итал. Piero Portaluppi; 19 марта 1888 года, Милан — 6 июля 1967 года, Милан) — итальянский архитектор, градостроитель, историк архитектуры.

## Биография
Пьетро (называемый Пьеро) Порталуппи родился в Милане в семье инженера. В 1905 году закончил Технический институт Карло Каттанео (итал. Istituto tecnico Carlo Cattaneo) и поступил в Миланский технический университет, который окончил в 1910 году. Работал художником-карикатуристом в сатирических газетах. Работал инженером-строителем в электрической компании Конти. Был близок движению новеченто.
Во время Первой мировой войны был на фронте, затем возобновил свою профессиональную деятельность. Восстанавливал разрушенные войной здания, в том числе Пинакотеку Брера в Милане. Порталуппи строил жилые и общественные здания. В 1929 году создал проект павильона Италии для Всемирной выставки в Барселоне. В 1934—1938 годах восстанавливал повреждённую во время войны церковь Санта-Мария-делле-Грацие в Милане. Вместе с Джио Понти разрабатывал генеральный план развития города.
Порталуппи был деканом архитектурного факультета Миланского технического университета, президентом Общества архитекторов, членом Национального исследовательского совета (CNR). Написал несколько книг по истории итальянской архитектуры. Порталуппи считается одним из главных представителей итальянской неоклассической архитектуры и идеологии рационализма, на основе которой возникло движение функционализма.

## Реализации
- 1953—1956: совместно с Гуальтьеро Гальманини (Gualtiero Galmanini) — Palazzo Galmanini Portaluppi, Виа Беатриче д'Эсте, 23, Милан.